# 渡辺伴子
渡辺 伴子（渡邉 伴子、わたなべ ともこ、1971年4月14日 - ）は、愛知県出身の女子ソフトボール選手（投手）。左投左打。1996年のアトランタオリンピック日本代表。株式会社RIGHTS.ネットワークメンバー。

## 経歴
- 愛知県出身、愛知淑徳高等学校卒業。日本電装（現・デンソー）所属。
- 1989年パンパシフィックス国際大会で優勝。MVP・最優秀投手・本塁打王・打点王。
- 1996年アトランタオリンピックで4位。中国戦の完封など左腕投手として活躍した。
- 1998年引退。